# Лоран Кавакуре
Лоран Кавакуре (фр. Laurent Kavakure; 5 января 1959, Тангара, провинция Нгози , Руанда-Урунди) — бурундийский государственный деятель, дипломат. с ноября 2011 по май 2015 года занимал пост министра иностранных дел Бурунди.
В 2006—2010 годах работал послом Бурунди в Бельгии. В мае 2015 года, вскоре после неудавшейся попытки государственного переворота во время волнений в Бурунди в 2015 году был уволен с поста министра иностранных дел. Наблюдатели заявили, что его увольнение могло быть связано с тем, что Кавакуре не смог убедить оппозицию не бойкотировать голосование и поддержать президентские выборы 2015 года в стране.
На посту министра его сменил Ален Эме Ньямитве.